# Margery Sharp
Margery Sharp, född 25 januari 1905, död 14 mars 1991, var en engelsk författare som skrev böcker både för barn och för vuxna. Hon är mest känd för serien om The Rescuers, som stod till grund för Walt Disney Pictures' film Bernard och Bianca (1977), med uppföljaren Bernard och Bianca i Australien (1990).